# 헬리오트롭

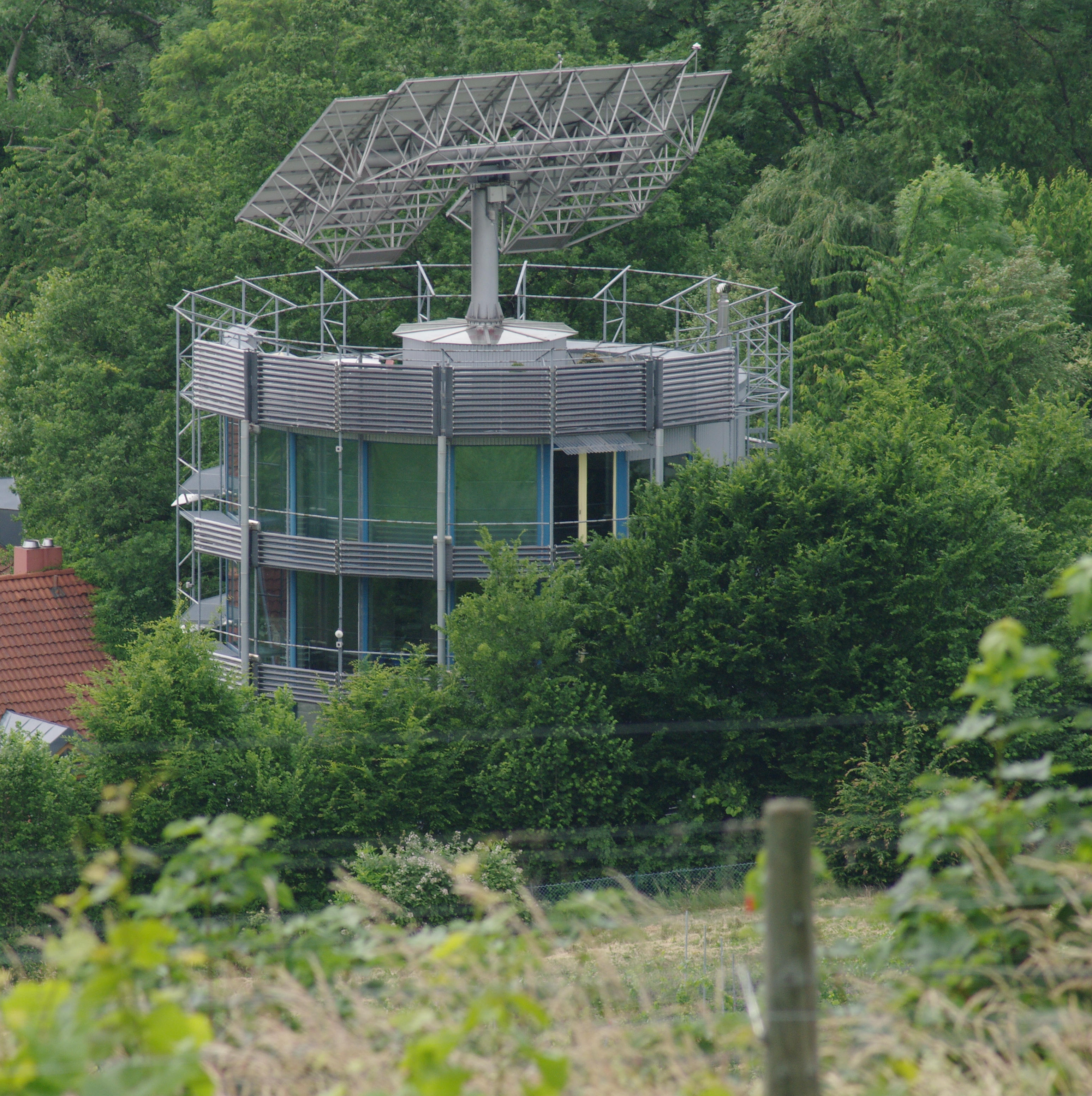
헬리오트롭

헬리오트롭(Heliotrop)은 독일 프라이부르크 보봉(Vauban) 지역에 있는 원통형 집이다.

## 같이 보기
- 롤프 디쉬(영어판)
  - 플러스에너지(영어판)
- 패시브 하우스
- 제로에너지 빌딩
- 에른스트 슈마허
  - 적정 기술
  - 라이프스트로우